# 洛冰原島峰
72°13′S 98°56′W / 72.217°S 98.933°W
洛冰原島峰（英語：Lowe Nunataks）是南極洲的冰原島峰，位於埃爾斯沃思地的瑟斯頓島，處於博格森山東南面3公里，屬於沃克山脈的一部分，現時由南極條約體系管理。